# Оппахер, Эрнст
Эрнст Оппахер (нем. Ernst Oppacher, XIX век, Клагенфурт-ам-Вёртерзе — XX век) — фигурист из Австрии бронзовый призёр чемпионата мира 1924 года, бронзовый призёр чемпионата Европы 1922 года, двукратный чемпион Австрии (1921, 1922 годов) в мужском одиночном катании.

## Спортивные достижения

### Мужчины
| Соревнования/Сезоны | 1912 | 1913 | 1914 | 1921 | 1922 | 1923 | 1924 | 1925 | 1926 | 1927 |
| ------------------- | ---- | ---- | ---- | ---- | ---- | ---- | ---- | ---- | ---- | ---- |
| Чемпионаты мира     |      | 5    | 4    |      |      | 4    | 3    | 4    |      |      |
| Чемпионаты Европы   |      |      | 4    |      | 3    |      |      |      |      | 4    |
| Чемпионаты Австрии  | 2    | 2    | 2    | 1    | 1    | 2    |      |      |      | 3    |